# Sayonara hitori
Sayonara hitori (jap. さよならひとり) – debiutancki japoński minialbum Taemina, wydany 27 lipca 2016 roku przez Universal Music. Został wydany w dwóch wersjach: regularnej i limitowanej. Osiągnął 3 pozycję w rankingu Oricon i pozostał na liście przez 6 tygodni, sprzedał się w nakładzie 49 190 egzemplarzy w Japonii.
3 sierpnia 2016 roku ukazała się koreańska wersja płyty pt. Goodbye, wydana przez SM Entertainment. Zawierała dodatkowo koreańską wersję piosenki „Sayonara hitori”.

## Lista utworów

### Edycja japońska
| CD  |                                                           |      |
| Nr  | Tytuł                                                     | Czas |
| 1.  | "Sayonara hitori" (jap. さよならひとり)                   | 3:30 |
| 2.  | "Press Your Number" (Japanese Version)                    | 3:47 |
| 3.  | "TIGER"                                                   | 3:56 |
| 4.  | "FINAL DRAGON"                                            | 4:39 |
| 5.  | "Sekai de ichiban aishita hito" (jap. 世界で一番愛した人) | 4:13 |
| DVD |                                                           |      |
| Nr  | Tytuł                                                     | Czas |
| 1.  | "Sayonara hitori" (jap. さよならひとり) (Music Video)     |      |
| 2.  | "Press Your Number" (Music Video; Korean Version)         |      |
| 3.  | Inside of "Sayonara hitori"                               |      |

### Edycja koreańska
| CD |                                                           |      |
| Nr | Tytuł                                                     | Czas |
| 1. | "Goodbye" (jap. さよならひとり) (Korean Ver.)             | 3:30 |
| 2. | "Sayonara hitori" (jap. さよならひとり)                   | 3:30 |
| 3. | "Press Your Number" (Japanese Version)                    | 3:47 |
| 4. | "TIGER"                                                   | 3:56 |
| 5. | "FINAL DRAGON"                                            | 4:39 |
| 6. | "Sekai de ichiban aishita hito" (jap. 世界で一番愛した人) | 4:13 |